# Osa dachowa
Osa dachowa (Vespula germanica) – gatunek błonkówki z rodziny osowatych. Naturalny zasięg jej występowania obejmuje Palearktykę: Europę, północną Afrykę i ciepłe regiony Azji. Introdukowana na Islandię, do obydwu Ameryk, Afryki Południowej, Nowej Zelandii i Australii. Uznawana za gatunek inwazyjny w Ameryce Południowej i Północnej, Australii, na Malcie, w Hiszpanii, Portugalii i RPA. Na nowo zajmowanych terenach szybko zwiększa swój zasięg. 
W Polsce jest pospolita, spotykana zarówno w lasach, ogrodach jak i na obrzeżach osiedli ludzkich.

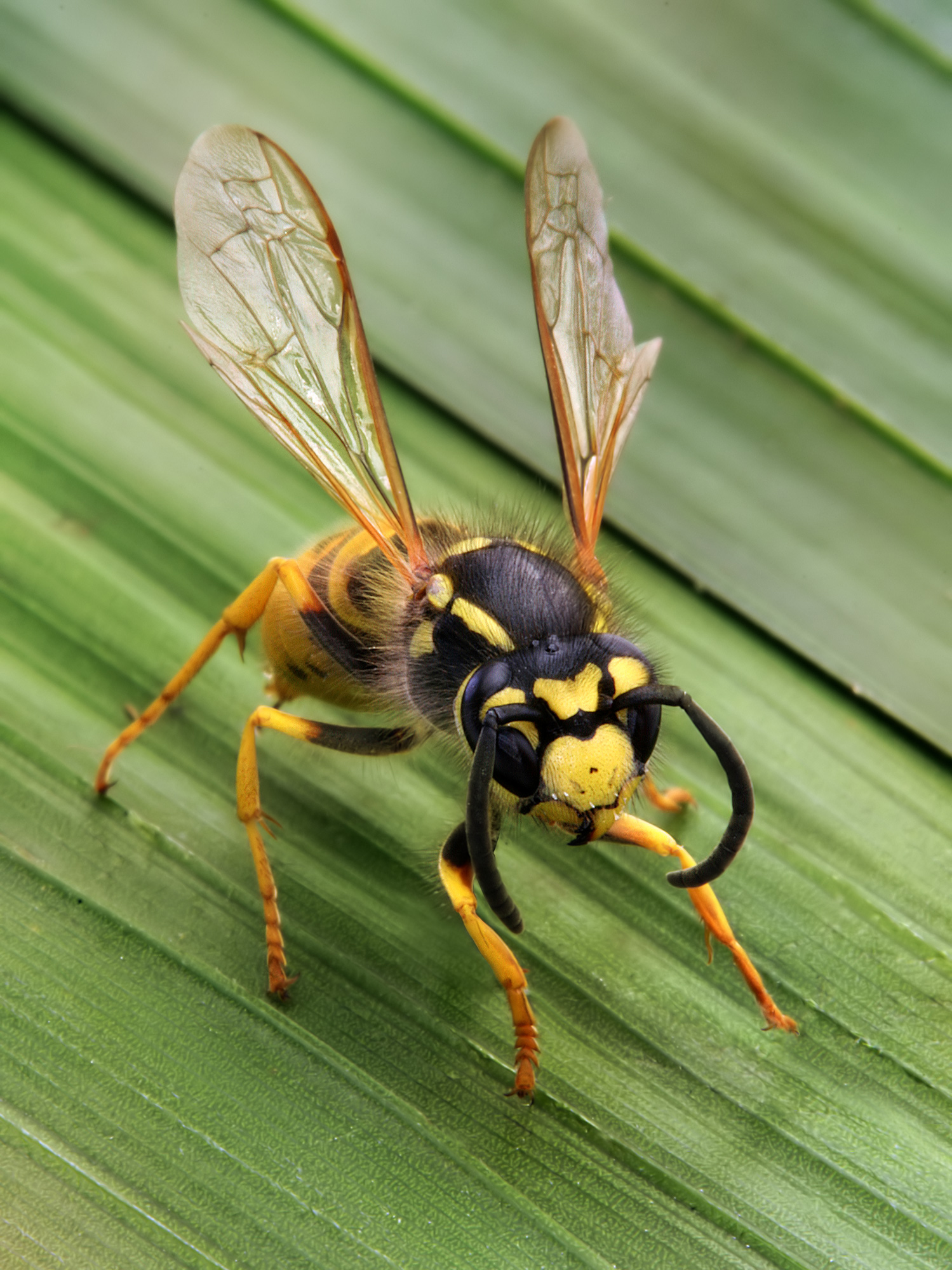
Osa dachowa w naturalnym środowisku

Długość ciała robotnicy mieści się w przedziale 11–16 mm, a królowej 16–20 mm. Ubarwienie czarnobrązowe z żółtymi deseniami.
Gniazda os dachowych mają przeważnie średnicę 20–30 cm, ale zdarzają się znacznie większe, sięgające 100 cm. Umiejscawiane są w starych dziuplach lub w ziemi, a w pobliżu osad ludzkich również w otworach w murach, elementach dachu lub innych dogodnych lukach budynków.
Osa dachowa żywi się owadami (muchy, komary i pszczoły miodne), a także dojrzałymi owocami i sokami drzew. Przy masowych wystąpieniach powoduje znaczne szkody w sadach owoców pestkowych oraz na plantacjach winogron.
Użądlenie osy dachowej jest bolesne, ale dla większości ludzi nie stanowi zagrożenia dla zdrowia, poza przypadkami osób uczulonych.